# Anthology 2
Anthology 2 ist das zweite Kompilationsalbum von insgesamt drei Doppelalben der britischen Gruppe The Beatles, das bisher legal unveröffentlichte Aufnahmen beinhaltet. Das Album erschien am 18. März 1996 in Großbritannien, am 19. März 1996 in den USA und am 13. März 1996 in Deutschland.
Anthology 2 ist das vierte Album der Beatles, das nach deren Trennung bisher unveröffentlichtes Aufnahmematerial enthält.

## Vorgeschichte
Ende des Jahres 1969 wurde die erste Bootleg-Langspielplatte der Beatles mit dem Titel Kum Back illegal vertrieben. Die Lieder des Bootlegs stammten wohl von der Acetatpressung vom März 1969 des damals geplanten Get Back und später Let It Be-Albums. In den 1970er Jahren folgten weitere Aufnahmen der Let It Be-Sessions, BBC-Aufnahmen sowie diverse Mitschnitte von Konzerten der Beatles. Legal wurde nur das Live-Album The Beatles at the Hollywood Bowl im Mai 1977 veröffentlicht.

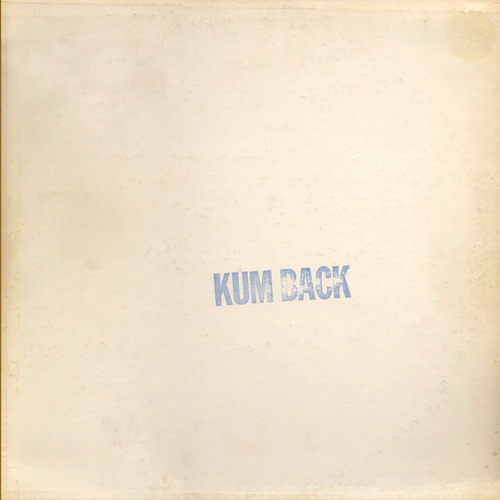
Bootleg-Album Kum Back

Im Jahr 1981 bekam der bei den Abbey Road Studios angestellte Toningenieur John Barrett den Auftrag die Aufnahmen der Beatles zu katalogisieren, dabei entdeckte er neben abweichenden Versionen von veröffentlichten Liedern auch bisher unbekannte Lieder. Zwischen Juli und September 1983 wurden einige dieser Lieder während einer Multi-Mediashow in den Abbey Road Studios einem Publikum präsentiert. Eine Musikkassette mit einigen der Aufnahmen gelangte in die Hände von Bootleggern, die dann dieses Material illegal veröffentlichten.
Geoff Emerick, ein ehemaliger Tontechniker der Beatles, stellte im Jahr 1984 erstmals Lieder für ein Album mit unveröffentlichten Material der Beatles zusammen. Um den klangtechnischen Ansprüchen der 1980er Jahre zu entsprechen, wurden annähernd alle Titel durch Schnitte oder Fadeouts verkürzt und neu abgemischt. Als Veröffentlichungstermin des Sessions benannten Albums war endgültig der Februar 1985 vorgesehen.
Erst zu diesem Zeitpunkt wurden die damals noch lebenden Beatles Paul McCartney, George Harrison und Ringo Starr sowie die Vertreter des 1980 verstorbenen John Lennon über das Projekt Sessions informiert. Die drei Beatles intervenierten sofort gegen die Veröffentlichung und erklärten, über das Format der Veröffentlichung beraten zu wollen. Eine Kopie einer Musikkassette des Albums Sessions geriet ebenfalls in die Hände von Bootleggern, woraufhin das Album Sessions illegal vertrieben wurde.
Im Jahr 1988 erschien die erste Bootleg-Serie Ultra Rare Trax Volume 1–6 von Swingin’ Pig, die weitere unbekannte Studioversionen der Beatles in exzellenter Tonqualität präsentierte. Die Veröffentlichungen der Bootlegs führte dazu, dass einem breiteren Publikum bekannt wurde, dass noch unveröffentlichte Aufnahmen von den Beatles existent waren.
Das Buch von Mark Lewisohn: The Complete Beatles Recording Sessions: The Official Story of the Abbey Road Years aus dem Jahr 1988 führt chronologisch sämtliche Studioaufnahmen der Beatles in den Abbey Road Studios zwischen 1962 und 1970 auf und dokumentierte unter anderem erstmals offiziell, welche Lieder zu diesem Zeitpunkt unveröffentlicht waren.
Erste unveröffentlichte Aufnahmen von Auftritten bei Radiosendungen der BBC erschienen dann am 30. November 1994 auf dem Album Live at the BBC.
Nach der Einigung aller Rechtsparteien begann George Martin am 22. Mai 1995 mit der gelegentlichen Unterstützung von Paul McCartney, George Harrison und Ringo Starr rund 600 Aufnahmen der Beatles anzuhören, für die Alben der Anthology-Serie auszuwählen, diese dann zu editieren und neu abzumischen. Es wurde anschließend die Entscheidung getroffen, drei Doppel-CDs zu veröffentlichen, die die musikalische Entwicklung der Beatles chronologisch widerspiegeln.
Verantwortlicher Produzent des Albums war George Martin, sein Assistent war Allan Rouse. Der Toningenieur war Geoff Emerick, bei der Suche und Auswahl der Lieder für das Album unterstützte Mark Lewisohn.

## Entstehung

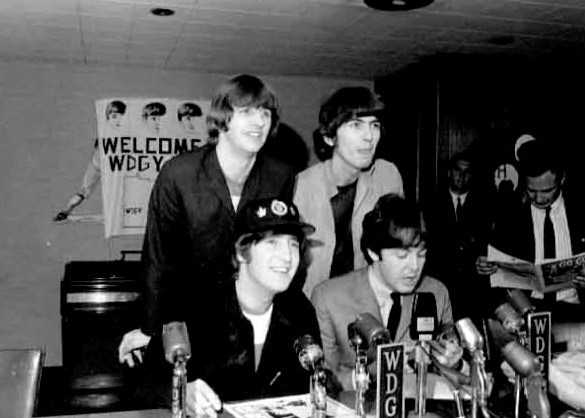
Die Beatles im August 1965 während einer Pressekonferenz

Die zweite Doppel-CD der Anthology-Serie enthält Aufnahmen zwischen dem 16. Februar 1965 und dem 6. Februar 1968. Auf dem Album befinden sich folgende unveröffentlichte Lieder, die in den Abbey Road Studios eingespielt wurden:
1. If You’ve Got Trouble
2. That Means a Lot
3. 12-Bar Original

Die Aufnahmen des Albums umfassen Liveaufnahmen, Demos und nicht verwendete Studioaufnahmen von veröffentlichten Liedern (Outtakes) sowie Neuabmischungen von Liedern aus dem Jahr 1995.
Es wurden Outtakes von den originären Aufnahmen für die Alben Help!, Rubber Soul, Revolver, Sgt. Pepper’s Lonely Hearts Club Band und Magical Mystery Tour verwendet.
Bei der Arbeit an den Anthology-Alben wollten die verbliebenen drei Beatles den verstorbenen John Lennon mit einbeziehen. Als ihnen Yoko Ono vier frühere Demo-Aufnahmen Lennons der Titel Grow Old with Me, Now and Then, Real Love und Free as a Bird übergab, überarbeiteten sie die Lieder Free as a Bird im Februar 1994 und Real Love im Februar/März 1995 in Zusammenarbeit mit Jeff Lynne digital und fügten neu eingespielte Gesangs- und Instrumentaltracks dazu. Die vier Stücke stammen aus den Jahren 1977 bis 1980, in denen Lennon viel am Klavier in seinem Apartment im Dakota Building in New York komponierte und seine Ideen mit einem Kassettenrekorder aufnahm. Für das Album Anthology 2 wurde das Lied Real Love verwendet.
Das Album Anthology 2 stieg eine Woche nach der Veröffentlichung in die britischen Charts auf Platz eins ein. Es war das 14. Nummer-eins-Album der Beatles in Großbritannien. In den USA erreichte Anthology 2 ebenfalls den ersten Platz der US-amerikanischen Charts und war somit dort das 17. Nummer-eins-Album. Im Mai 1998 wurde das Album in den USA mit Multi-Platin für vier Millionen verkaufte Exemplare ausgezeichnet. In Deutschland erreichte das Album Platz vier der Charts. Aus dem Album wurde am 12. Dezember 1995 die Single Real Love / Baby’s in Black (Live) ausgekoppelt, wobei das Lied Baby’s in Black (Live) auf keiner der drei Doppel-CDs enthalten ist, es wurde erst im September 2016 auf der Wiederveröffentlichung von The Beatles at the Hollywood Bowl in einer neuen Abmischung veröffentlicht. Auf der Maxisingle/EP Real Love befinden sich noch die Lieder Yellow Submarine (andere Version mit einer gesprochenen Einleitung von Ringo Starr) und Here, There and Everywhere (Neuabmischung der Aufnahme-Takes 7 und 13). Auch diese beiden Titel wurden für das Album nicht verwendet.
Nicht verwendete Aufnahmeversionen der Lieder des Albums Sgt. Pepper’s Lonely Hearts Club Band wurden am 26. Mai 2017 zum 50-jährigen Jubiläum auf einer Doppel-CD und Vier-CD-Box veröffentlicht. Am 28. Oktober 2022 erschien ähnlich umfangreiches Aufnahmematerial des Albums Revolver.

## Wiederveröffentlichungen
- Das Album ist seit dem 11. Juni 2011 als Download bei iTunes erhältlich. Laut Angabe von iTunes wurde das Album remastert.[11][12] Ab dem 4. April 2016 war das Album auch bei anderen Anbietern und bei Streaming-Diensten verfügbar.
- Gleichzeitig erschien bei iTunes das Anthology Box Set, das die drei Doppelalben Anthology 1, Anthology 2 und Anthology 3 als Download enthält.[13][14]

## Covergestaltung
Die Gestaltung der drei korrespondierenden Albumcover (nebeneinandergelegt ergeben sie ein Gesamtbild) stammt von Klaus Voormann, einem Freund der Beatles aus den Hamburger Tagen Anfang der 1960er Jahre, und dem Fotorealisten Alfons Kiefer. Die Covergestaltung unterstützte Richard Ward/The Team. Die Einleitung für das 48-seitige bebilderte CD-Booklet wurde von Derek Taylor verfasst, die Anmerkungen zu den einzelnen Liedern stammen von Mark Lewisohn.

## Titelliste
| Nummer | Lied                                    | Autor                             | Leadgesang       | Länge |
| ------ | --------------------------------------- | --------------------------------- | ---------------- | ----- |
| 01     | Real Love                               | Lennon                            | Lennon/McCartney | 3:54  |
| 02     | Yes It Is                               | Lennon/McCartney                  | Lennon           | 1:50  |
| 03     | I’m Down                                | Lennon/McCartney                  | McCartney        | 2:53  |
| 04     | You’ve Got to Hide Your Love Away       | Lennon/McCartney                  | Lennon           | 2:45  |
| 05     | If You’ve Got Trouble                   | Lennon/McCartney                  | Starr            | 2:48  |
| 06     | That Means a Lot                        | Lennon/McCartney                  | McCartney        | 2:27  |
| 07     | Yesterday                               | Lennon/McCartney                  | McCartney        | 2:34  |
| 08     | It’s Only Love                          | Lennon/McCartney                  | Lennon           | 1:59  |
| 09     | I Feel Fine [Live]                      | Lennon/McCartney                  | Lennon           | 2:16  |
| 10     | Ticket to Ride [Live]                   | Lennon/McCartney                  | Lennon           | 2:45  |
| 11     | Yesterday [Live]                        | Lennon/McCartney                  | McCartney        | 2:43  |
| 12     | Help! [Live]                            | Lennon/McCartney                  | Lennon           | 2:55  |
| 13     | Everybody’s Trying to Be My Baby [Live] | Carl Perkins                      | Harrison         | 2:45  |
| 14     | Norwegian Wood (This Bird Has Flown)    | Lennon/McCartney                  | Lennon           | 1:59  |
| 15     | I’m Looking Through You                 | Lennon/McCartney                  | McCartney        | 2:54  |
| 16     | 12-Bar Original                         | Lennon/McCartney/Harrison/Starkey | Instrumental     | 2:55  |
| 17     | Tomorrow Never Knows                    | Lennon/McCartney                  | Lennon           | 3:14  |
| 18     | Got to Get You into My Life             | Lennon/McCartney                  | McCartney        | 2:54  |
| 19     | And Your Bird Can Sing                  | Lennon/McCartney                  | Lennon           | 2:13  |
| 20     | Taxman                                  | Harrison                          | Harrison         | 2:32  |
| 21     | Eleanor Rigby (Strings only)            | Lennon/McCartney                  | Instrumental     | 2:06  |
| 22     | I’m Only Sleeping (Rehearsal)           | Lennon/McCartney                  | Lennon           | 0:41  |
| 23     | I’m Only Sleeping (Take 1)              | Lennon/McCartney                  | Lennon           | 2:59  |
| 24     | Rock and Roll Music [Live]              | Chuck Berry                       | Lennon           | 1:39  |
| 25     | She’s a Woman [Live]                    | Lennon/McCartney                  | McCartney        | 2:55  |

| Nummer | Lied                                              | Autor            | Leadgesang       | Länge |
| ------ | ------------------------------------------------- | ---------------- | ---------------- | ----- |
| 01     | Strawberry Fields Forever                         | Lennon/McCartney | Lennon           | 1:42  |
| 02     | Strawberry Fields Forever (Take 1)                | Lennon/McCartney | Lennon           | 2:35  |
| 03     | Strawberry Fields Forever (Take 7 & Edit Piece)   | Lennon/McCartney | Lennon           | 4:14  |
| 04     | Penny Lane                                        | Lennon/McCartney | McCartney        | 3:13  |
| 05     | A Day in the Life                                 | Lennon/McCartney | Lennon           | 5:05  |
| 06     | Good Morning Good Morning                         | Lennon/McCartney | Lennon           | 2:40  |
| 07     | Only a Northern Song                              | Harrison         | Harrison         | 2:44  |
| 08     | Being for the Benefit of Mr. Kite! (Take 1 and 2) | Lennon/McCartney | Lennon           | 1:05  |
| 09     | Being for the Benefit of Mr. Kite! (Take 7)       | Lennon/McCartney | Lennon           | 2:34  |
| 10     | Lucy in the Sky with Diamonds                     | Lennon/McCartney | Lennon           | 3:06  |
| 11     | Within You Without You (Instrumental)             | Harrison         | Instrumental     | 5:27  |
| 12     | Sgt. Pepper’s Lonely Hearts Club Band (Reprise)   | Lennon/McCartney | McCartney        | 1:27  |
| 13     | You Know My Name (Look Up the Number)             | Lennon/McCartney | Lennon/McCartney | 5:43  |
| 14     | I Am the Walrus                                   | Lennon/McCartney | Lennon           | 4:02  |
| 15     | The Fool on the Hill (Demo)                       | Lennon/McCartney | McCartney        | 2:48  |
| 16     | Your Mother Should Know                           | Lennon/McCartney | McCartney        | 3:02  |
| 17     | The Fool on the Hill (Take 4)                     | Lennon/McCartney | McCartney        | 3:45  |
| 18     | Hello, Goodbye                                    | Lennon/McCartney | McCartney        | 3:18  |
| 19     | Lady Madonna                                      | Lennon/McCartney | McCartney        | 2:22  |
| 20     | Across the Universe                               | Lennon/McCartney | Lennon           | 3:29  |

## Dreifach-LP
| Seite 1 1. Real Love 2. Yes It Is 3. I’m Down 4. You’ve Got to Hide Your Love Away 5. If You’ve Got Trouble 6. That Means a Lot 7. Yesterday 8. It’s Only Love | Seite 2 1. I Feel Fine 2. Ticket to Ride 3. Yesterday 4. Help! 5. Everybody’s Trying to Be My Baby 6. Norwegian Wood (This Bird Has Flown) 7. I’m Looking Through You 8. 12-Bar Original |

| Seite 3 1. Tomorrow Never Knows 2. Got to Get You into My Life 3. And Your Bird Can Sing 4. Taxman 5. Eleanor Rigby (Strings only) 6. I’m Only Sleeping" (Rehearsal) 7. I’m Only Sleeping (Take 1) 8. Rock and Roll Music 9. She’s a Woman | Seite 4 1. Strawberry Fields Forever (Demo Sequence) 2. Strawberry Fields Forever (Take 1) 3. Strawberry Fields Forever (Take 7 and edit piece) 4. Penny Lane 5. A Day in the Life 6. Good Morning Good Morning 7. Only a Northern Song |

| Seite 5 1. Being for the Benefit of Mr. Kite! (Take 1 and 2) 2. Being for the Benefit of Mr. Kite! (Take 7) 3. Lucy in the Sky with Diamonds 4. Within You Without You (Instrumental) 5. Sgt. Pepper’s Lonely Hearts Club Band (Reprise) 6. You Know My Name (Look Up the Number) | Seite 6 1. I Am the Walrus 2. The Fool on the Hill (demo) 3. Your Mother Should Know 4. The Fool on the Hill (Take 4) 5. Hello, Goodbye 6. Lady Madonna 7. Across the Universe |

## Aufnahmedaten
| Nr. | Lied                                              | Aufnahmedaten                                                                        | Produzent/Toningenieur                                                                           | Studio/Aufnahmeort                                                            | Weitere Informationen | Erstveröffentlichung der Beatles-Originalversion                        |
| --- | ------------------------------------------------- | ------------------------------------------------------------------------------------ | ------------------------------------------------------------------------------------------------ | ----------------------------------------------------------------------------- | --- | ----------------------------------------------------------------------- |
| 01  | Real Love                                         | 1979 (John Lennon), Feb. 1995 (Beatles)                                              | Jeff Lynne, John Lennon, Paul McCartney, George Harrison, Ringo Starr, Geoff Emerick, Jon Jacobs | Dakota Apartments, New York (John Lennon); Hog Hill Studios, Sussex (Beatles) | Das zweite Lied nach Free as a Bird, das die Beatles nach 1970 aufnahmen; wiederum auf einem Demo von John Lennon basierend.                                                                                      | Anthology 2                                                             |
| 02  | Yes It Is                                         | 16. Feb. 1965                                                                        | George Martin, Norman Smith                                                                      | Abbey Road Studio 2                                                           | Aufnahme-Take 2 und 14 zusammengemischt und Take 14 neu abgemischt. | Single-B-Seite von Ticket to Ride                                       |
| 03  | I’m Down                                          | 14. Juni 1965                                                                        | George Martin, Norman Smith                                                                      | Abbey Road Studio 2                                                           | Aufnahme-Take 1. | Single-B-Seite von Help!                                                |
| 04  | You’ve Got to Hide Your Love Away                 | 18. Feb. 1965                                                                        | George Martin, Norman Smith                                                                      | Abbey Road Studio 2                                                           | Der Anfang des Liedes besteht aus Aufnahme-Take 1 und 2, das Lied selber ist Take 5, für das Album Help! wurde Aufnahme-Take 9 verwendet.                                                                         | Help!                                                                   |
| 05  | If You’ve Got Trouble                             | 18. Feb. 1965                                                                        | George Martin, Norman Smith                                                                      | Abbey Road Studio 2                                                           | Ein bisher unveröffentlichtes Lied der Help!-Sessions | Anthology 2                                                             |
| 06  | That Means a Lot                                  | 18. Feb. 1965                                                                        | George Martin, Norman Smith                                                                      | Abbey Road Studio 2                                                           | Ein weiteres bisher unveröffentlichtes Lied der Help!-Sessions | Anthology 2                                                             |
| 07  | Yesterday                                         | 14. Juni 1965                                                                        | George Martin, Norman Smith                                                                      | Abbey Road Studio 2                                                           | Aufnahme-Take 1: Die erste Version ohne Overdubs. | Help!                                                                   |
| 08  | It’s Only Love                                    | 15. Juni 1965                                                                        | George Martin, Norman Smith                                                                      | Abbey Road Studio 2                                                           | Aufnahme-Take 2: Eine frühe Version. | Help!                                                                   |
| 09  | I Feel Fine                                       | 01. Aug. 1965                                                                        | keine Angabe                                                                                     | ABC Theatre, Blackpool                                                        | Live-Aufnahme in Mono | Anthology 2 (Liveversion)                                               |
| 10  | Ticket to Ride                                    | 01. Aug. 1965                                                                        | keine Angabe                                                                                     | ABC Theatre, Blackpool                                                        | Liveaufnahme in Mono | Anthology 2 (Liveversion)                                               |
| 11  | Yesterday                                         | 01. Aug. 1965                                                                        | keine Angabe                                                                                     | ABC Theatre, Blackpool                                                        | Liveaufnahme in Mono | Anthology 2 (Liveversion)                                               |
| 12  | Help!                                             | 01. Aug. 1965                                                                        | keine Angabe                                                                                     | ABC Theatre, Blackpool                                                        | Liveaufnahme in Mono | Anthology 2 (Liveversion)                                               |
| 13  | Everybody’s Trying to Be My Baby                  | 15. Aug. 1965                                                                        | keine Angabe                                                                                     | Shea Stadium, USA                                                             | Liveaufnahme in Mono | Anthology 2 (Liveversion)                                               |
| 14  | Norwegian Wood (This Bird Has Flown)              | 12. Okt. 1965                                                                        | George Martin, Norman Smith                                                                      | Abbey Road Studio 2                                                           | Aufnahme-Take 1 | Rubber Soul                                                             |
| 15  | I’m Looking Through You                           | 24. Okt. 1965                                                                        | George Martin, Norman Smith                                                                      | Abbey Road Studio 2                                                           | Aufnahme-Take 1. | Rubber Soul                                                             |
| 16  | 12-Bar Original                                   | 04. Nov. 1965                                                                        | George Martin, Norman Smith                                                                      | Abbey Road Studio 2                                                           | bisher unveröffentlichtes Instrumental-Lied der Rubber Soul-Sessions. | Anthology 2                                                             |
| 17  | Tomorrow Never Knows                              | 06. Apr. 1966                                                                        | George Martin, Geoff Emerick                                                                     | Abbey Road Studio 3                                                           | Aufnahme-Take 1. | Revolver                                                                |
| 18  | Got to Get You into My Life                       | 07. Apr. 1966                                                                        | George Martin, Geoff Emerick                                                                     | Abbey Road Studio 2                                                           | Probeaufnahme | Revolver                                                                |
| 19  | And Your Bird Can Sing                            | 20. Apr. 1966                                                                        | George Martin, Geoff Emerick                                                                     | Abbey Road Studio 2                                                           | Aufnahme-Take 2: Eine frühere Version, während der Aufnahme brechen die Beatles in Lachen aus. | Revolver                                                                |
| 20  | Taxman                                            | 21. Apr. 1966                                                                        | George Martin, Geoff Emerick                                                                     | Abbey Road Studio 2                                                           | Aufnahme-Take 11 mit teilweise anderen Textpassagen | Revolver                                                                |
| 21  | Eleanor Rigby (Strings only)                      | 28. Apr. 1966                                                                        | George Martin, Geoff Emerick                                                                     | Abbey Road Studio 2                                                           | Aufnahme-Take 14: Eine neue Abmischung der Streicherbegleitung aus dem Jahr 1995. | Revolver                                                                |
| 22  | I’m Only Sleeping (Rehearsal)                     | 29. Apr. 1966                                                                        | George Martin, Geoff Emerick                                                                     | Abbey Road Studio 3                                                           | Kurzer Teil der Probeaufnahme. | Revolver                                                                |
| 23  | I’m Only Sleeping (Take 1)                        | 29. Apr. 1966                                                                        | George Martin, Geoff Emerick                                                                     | Abbey Road Studio 3                                                           | Der Aufnahme-Take 1 ist in der Instrumentierung akustisch. | Revolver                                                                |
| 24  | Rock and Roll Music                               | 30. Juni 1966                                                                        | keine Angabe                                                                                     | Budokan Hall, Tokio                                                           | Liveaufnahme in Mono | Anthology 2 (Liveversion)                                               |
| 25  | She’s a Woman                                     | 30. Juni 1966                                                                        | keine Angabe                                                                                     | Budokan Hall, Tokio                                                           | Liveaufnahme in Mono | Anthology 2 (Liveversion)                                               |
| 26  | Strawberry Fields Forever (Demo Sequence)         | Nov. 1966                                                                            | John Lennon                                                                                      | Kenwood, Weybridge Surrey (John Lennons Haus)                                 | Demo-Version | Single-A-Seite                                                          |
| 27  | Strawberry Fields Forever (Take 1)                | 24. Nov. 1966                                                                        | George Martin, Geoff Emerick                                                                     | Abbey Road Studio 2                                                           | Der Aufnahme-Take 1 ist noch spärlich instrumentiert. | Single-A-Seite                                                          |
| 28  | Strawberry Fields Forever (Take 7 & Edit Piece)   | 29. Nov., 09. Dez. 1966                                                              | George Martin, Geoff Emerick                                                                     | Abbey Road Studio 2                                                           | Während die Originalversion von Strawberry Fields Forever mit dem Aufnahme-Take 7 beginnt und mit Take 26 endet, ist bei dieser Version der vollständige Take 7 zu hören inklusive einer verlängerten Endsequenz. | Single-A-Seite                                                          |
| 29  | Penny Lane                                        | 29.+30. Dez. 1966, 04.–6. Jan. 1967, 09.+10. Jan. 1967, 12. Jan. 1967, 17. Jan. 1967 | George Martin, Geoff Emerick                                                                     | Abbey Road Studio 2 und 3                                                     | Diese Version ist eine neue Abmischung aus dem Jahr 1995, die von mehreren Aufnahme-Takes stammt. | Single-A-Seite                                                          |
| 30  | A Day in the Life                                 | 19.+20. Jan. 10. Feb. 1967                                                           | George Martin, Geoff Emerick                                                                     | Abbey Road Studio 1 und 2                                                     | Diese Version ist eine neue Abmischung aus dem Jahr 1995, die von den Aufnahme-Takes 1, 2 und 6 stammt. | Sgt. Pepper’s Lonely Hearts Club Band                                   |
| 31  | Good Morning Good Morning                         | 08.+16. Feb. 1967                                                                    | George Martin, Geoff Emerick                                                                     | Abbey Road Studio 2 und 3                                                     | Aufnahme-Take 8: Eine rockigere Version als die veröffentlichte Album-Version. | Sgt. Pepper’s Lonely Hearts Club Band                                   |
| 32  | Only a Northern Song                              | 13.+14. Feb. 1967, 20. Apr. 1967                                                     | George Martin, Geoff Emerick                                                                     | Abbey Road Studio 2                                                           | Bei dieser Version wurde der Aufnahme-Take 3 mit einem anderen Gesang (auch mit teilweise anderem Text) von Take 12 kombiniert.                                                                                   | Yellow Submarine                                                        |
| 33  | Being for the Benefit of Mr. Kite! (Take 1 and 2) | 14.+20. Feb. 1967                                                                    | George Martin, Geoff Emerick                                                                     | Abbey Road Studio 2                                                           | Zwei Aufnahmeversuche, die abgebrochen wurden. | Sgt. Pepper’s Lonely Hearts Club Band                                   |
| 34  | Being for the Benefit of Mr. Kite! (Take 7)       | 14.+20. Feb. 1967                                                                    | George Martin, Geoff Emerick                                                                     | Abbey Road Studio 2                                                           | Aufnahme-Take 7 mit deutlich weniger Overdubs, für das Album Sgt. Pepper’s Lonely Hearts Club Band wurde Aufnahme-Take 9 verwendet.                                                                               | Sgt. Pepper’s Lonely Hearts Club Band                                   |
| 35  | Lucy in the Sky with Diamonds                     | 01.+2. März 1967                                                                     | George Martin, Geoff Emerick                                                                     | Abbey Road Studio 2                                                           | Diese Version ist eine neue Abmischung aus dem Jahr 1995, die von den Aufnahme-Takes 6, 7 und 8 stammt. | Sgt. Pepper’s Lonely Hearts Club Band                                   |
| 36  | Within You Without You (Instrumental)             | 15.+16. März 1967, 22. März 1967, 03. Apr. 1967                                      | George Martin, Geoff Emerick                                                                     | Abbey Road Studio 2                                                           | Bei dieser Version wurde im Jahr 1995 der Gesang von George Harrison weggemischt. | Sgt. Pepper’s Lonely Hearts Club Band                                   |
| 37  | Sgt. Pepper’s Lonely Hearts Club Band (Reprise)   | 01. Apr. 1967                                                                        | George Martin, Geoff Emerick                                                                     | Abbey Road Studio 1                                                           | Aufnahme-Take 5: Eine frühere Version mit einem deutlich anderen Gesangsstil von Paul McCartney, für das Album Sgt. Pepper’s Lonely Hearts Club Band wurde Aufnahme-Take 9 verwendet.                             | Sgt. Pepper’s Lonely Hearts Club Band                                   |
| 38  | You Know My Name (Look Up the Number)             | 17. Mai 1967, 07.+8. Juni 1967, 30. Apr. 1969                                        | George Martin, Geoff Emerick                                                                     | Abbey Road Studio 2                                                           | Erstmals die vollständige Version des Liedes und anstatt in Mono, hier in einer Stereoversion. | Single-B-Seite von Let It Be                                            |
| 39  | I Am the Walrus                                   | 05. Sep. 1967                                                                        | George Martin, Geoff Emerick                                                                     | Abbey Road Studio 2                                                           | Aufnahme-Take 16 ohne Overdubs. | Magical Mystery Tour                                                    |
| 40  | The Fool on the Hill (Demo)                       | 06. Sep. 1967                                                                        | George Martin, Geoff Emerick                                                                     | Abbey Road Studio 2                                                           | Eine Demoaufnahme, die Paul McCartney allein einspielte. | Magical Mystery Tour                                                    |
| 41  | Your Mother Should Know                           | 16. Sep. 1967                                                                        | George Martin, Ken Scott                                                                         | Abbey Road Studio 3                                                           | Aufnahme-Take 27: Eine frühere Version mit einer deutlich anderen Instrumentierung und weniger Overdubs, für das Album Magical Mystery Tour wurde Aufnahme-Take 52 verwendet.                                     | Magical Mystery Tour                                                    |
| 42  | The Fool on the Hill (Take 4)                     | 25. Sep. 1967                                                                        | George Martin, Ken Scott                                                                         | Abbey Road Studio 2                                                           | Aufnahme-Take 4: Eine frühere Version mit weniger Overdubs, für das Album Magical Mystery Tour wurde Aufnahme-Take 6 verwendet.                                                                                   | Magical Mystery Tour                                                    |
| 43  | Hello, Goodbye                                    | 02.+19. Okt. 1967                                                                    | George Martin, Ken Scott                                                                         | Abbey Road Studio 2                                                           | Aufnahme-Take 16: Eine frühere Version mit weniger Overdubs, für das Album Magical Mystery Tour wurde Aufnahme-Take 22 verwendet.                                                                                 | Single-A-Seite / Magical Mystery Tour                                   |
| 44  | Lady Madonna                                      | 03.+6. Feb. 1968                                                                     | George Martin, Geoff Emerick, Ken Scott                                                          | Abbey Road Studio 3 und 1                                                     | Diese Version ist eine neue Abmischung aus dem Jahr 1995, die von den Aufnahme-Takes 3 und 4 stammt. | Single-A-Seite                                                          |
| 45  | Across the Universe                               | 03. Feb. 1968                                                                        | George Martin, Ken Scott                                                                         | Abbey Road Studio 2                                                           | Aufnahme-Take 2: Hierbei handelt es sich um eine bisher unveröffentlichte Version des Liedes. | No One’s Gonna Change Our World (Benefiz-Kompilationsalbum / Let It Be) |

## Nicht verwendete Audioaufnahmen
Die folgenden Auflistungen behandeln Audioaufnahmen der Beatles, die bisher nicht legal veröffentlicht worden sind oder bei denen die Veröffentlichung aus rechtlichen Gründen, meist durch Gerichtsurteile, wieder unterbunden worden ist. Nicht aufgeführt werden Abmischungen, die sich von den veröffentlichten Fassungen zwar unterscheiden, aber lediglich Variationen sind. Nicht legal veröffentlichtes Material wurde meist, wenn verfügbar, auf sogenannten „Bootlegs“ vertrieben, wobei hier als Quellen nicht die Titel der diversen Bootlegs genannt werden, sondern folgende Bücher:
- The Complete Beatles Recording Sessions von Mark Lewisohn
- The Unreleased Beatles Music & Film von Richie Unterberger

### Demoaufnahmen 1966
Die folgende Auflistung von auf Bootlegs erschienenen Aufnahmen, die die Beatles als Einzelpersonen oder als Gruppe zwischen 1963 und 1969 vornahmen, behandelt lediglich Titel, die nicht als Gruppe ‚The Beatles‘ veröffentlicht worden sind:
| Titel               | Aufnahmedatum | Anmerkungen | Quelle                                       |
| ------------------- | ------------- | --- | -------------------------------------------- |
| Down in Cuba        | November 1966 | Eine Lennon-Komposition, die teilweise eher an Comedy erinnert, dieser Titel wurde im Rahmen der The Lost Lennon Tapes Radioserie gesendet         | The Unreleased Beatles Music & Film – S. 159 |
| Pedro the Fisherman | November 1966 | Eine weitere Lennon-Komposition, die teilweise eher an Comedy erinnert, dieser Titel wurde im Rahmen der The Lost Lennon Tapes Radioserie gesendet | The Unreleased Beatles Music & Film – S. 159 |
| Stranger in My Arms | November 1966 | Eine dritte Lennon-Komposition, die wiederum an Comedy erinnert, dieser Titel wurde im Rahmen der The Lost Lennon Tapes Radioserie gesendet        | The Unreleased Beatles Music & Film – S. 159 |

### EMI- und Apple-Studioaufnahmen von 1967
Die überwiegende Anzahl der bis 1970 nicht veröffentlichten Lieder der Beatles erschien auf den drei Anthology- Doppelalben. Die drei folgenden Lieder wurden für Anthology 2 nicht berücksichtigt:
| Titel                    | Aufnahmedatum             | Anmerkung | Quelle                                                  |
| ------------------------ | ------------------------- | --- | ------------------------------------------------------- |
| Carnival of Light        | 05. Jan. 1967             | Klangcollagen, eine McCartney-Komposition | The Complete Beatles Recording Sessions, S. 92          |
| Untitled (kein Titel)    | 09. Mai / 1.+2. Juni 1967 | Klangcollagen | The Complete Beatles Recording Sessions, S. 111/114/115 |
| Shirley’s Wild Accordeon | 12. Oktober 1967          | Instrumentaltitel; eine Veröffentlichung erfolgte am 5. Oktober 2012 als Bonus zur DVD/Blu-ray Wiederveröffentlichung des Films Magical Mystery Tour als Hintergrundmusik zur bisher unveröffentlichten Szene Nat’s Dream. | The Complete Beatles Recording Sessions, S. 128         |

## Promotion-Veröffentlichungen

### Promotion-LP
| Titel                   | Inhalt | Veröff.   | Label Katalognr.         |
| ----------------------- | --- | --------- | ------------------------ |
| The Beatles Anthology 2 | Seite 1: Strawberry Fields Forever (Take 1) / I’m Down / I’m only Sleeping (Rehearsal) / I’m only Sleeping (Take 1) Seite 2: Eleanor Rigby (strings only) / Only a Northern Song / Tomorrow Never Knows / Sgt. Pepper’s Lonely Hearts Club Band (Reprise) | März 1996 | Capitol SPRO-11206/11207 |

### Promotion-CD
| Titel       | Inhalt | Veröff.   | Label Katalognr. |
| ----------- | --- | --------- | ---------------- |
| Anthology 2 | You’ve Got to Hide Your Love Away / Yesterday / Help! / I’m Looking Through You / Taxman / Eleanor Rigby (strings only) / I’m Only Sleeping / Strawberry Fields Forever / I Am the Walrus / Across the Universe | März 1996 | Apple DPRO-11200 |

### Promotion-Single
In den USA und in den Niederlanden wurde eine Promotion-CD-Single veröffentlicht, die nur das Lied Real Love enthält.

## Kommerzieller Erfolg

### Chartplatzierungen

#### Album
| ChartsChartplatzierungen       | Höchstplatzierung | Wochen |
| ------------------------------ | ----------------- | ------ |
| Deutschland (GfK)              | 4 (12 Wo.)        | 12     |
| Österreich (Ö3)                | 9 (7 Wo.)         | 7      |
| Schweiz (IFPI)                 | 4 (5 Wo.)         | 5      |
| Vereinigte Staaten (Billboard) | 1 (37 Wo.)        | 37     |
| Vereinigtes Königreich (OCC)   | 1 (15 Wo.)        | 15     |

| ChartsJahrescharts (1996)    | Platzierung |
| ---------------------------- | ----------- |
| Vereinigtes Königreich (OCC) | 60          |

#### Singles
| Jahr | Titel                 | Höchstplatzierung, Gesamtwochen, AuszeichnungChartplatzierungen (Jahr, Titel, , Platzierungen, Wochen, Auszeichnungen, Anmerkungen, Musiklabel Katalog-Nr.) | Höchstplatzierung, Gesamtwochen, AuszeichnungChartplatzierungen (Jahr, Titel, , Platzierungen, Wochen, Auszeichnungen, Anmerkungen, Musiklabel Katalog-Nr.) | Höchstplatzierung, Gesamtwochen, AuszeichnungChartplatzierungen (Jahr, Titel, , Platzierungen, Wochen, Auszeichnungen, Anmerkungen, Musiklabel Katalog-Nr.) | Höchstplatzierung, Gesamtwochen, AuszeichnungChartplatzierungen (Jahr, Titel, , Platzierungen, Wochen, Auszeichnungen, Anmerkungen, Musiklabel Katalog-Nr.) | Anmerkungen                                            | Musiklabel Katalog-Nr.                                           |
| Jahr | Titel                 | DE | CH | UK | US | Anmerkungen                                            | Musiklabel Katalog-Nr.                                           |
| ---- | --------------------- | --- | --- | --- | --- | ------------------------------------------------------ | ---------------------------------------------------------------- |
| 1996 | Real Love Anthology 2 | DE45 (7 Wo.)DE | CH26 (6 Wo.)CH | UK4 (9 Wo.)UK | US11 Gold · (7 Wo.)US | Erstveröffentlichung: 4. März 1996 Verkäufe: + 500.000 | • DE: Apple 7243 8 82647 2 3 • UK: Apple R6425 • US: Apple 58544 |

### Auszeichnungen für Musikverkäufe
| Land/Region                  | Auszeichnungen für Musikverkäufe (Land/Region, Auszeichnung, Verkäufe) | Verkäufe  |
| ---------------------------- | ---------------------------------------------------------------------- | --------- |
| Argentinien (CAPIF)          | Gold                                                                   | 30.000    |
| Australien (ARIA)            | Gold                                                                   | 35.000    |
| Belgien (BRMA)               | Gold                                                                   | 25.000    |
| Frankreich (SNEP)            | Gold                                                                   | 100.000   |
| Japan (RIAJ)                 | Platin                                                                 | 200.000   |
| Kanada (MC)                  | 4× Platin                                                              | 400.000   |
| Vereinigte Staaten (RIAA)    | 4× Platin                                                              | 2.000.000 |
| Vereinigtes Königreich (BPI) | Platin                                                                 | 300.000   |
| Insgesamt                    | 4× Gold · 10× Platin ·                                                 | 3.090.000 |

Hauptartikel: The Beatles/Auszeichnungen für Musikverkäufe

## Anthology Highlights
Am 14. Juni 2011 veröffentlichte iTunes das Download-Kompilationsalbum Anthology Highlights, das folgende 23 Lieder enthält, davon acht, die auf Anthology 2 enthalten sind:
| Nummer | Lied                           | Autor                             | Leadgesang                | Länge | Album       |
| ------ | ------------------------------ | --------------------------------- | ------------------------- | ----- | ----------- |
| 01     | Free as a Bird                 | Lennon/McCartney/Harrison/Starkey | Lennon/McCartney/Harrison | 4:23  | Anthology 1 |
| 02     | One After 909                  | Lennon/McCartney                  | Lennon                    | 2:55  | Anthology 1 |
| 03     | That Means a Lot               | Lennon/McCartney                  | McCartney                 | 2:26  | Anthology 2 |
| 04     | Leave My Kitten Alone          | Lennon/McCartney                  | Lennon                    | 2:56  | Anthology 1 |
| 05     | If You’ve Got Trouble          | Lennon/McCartney                  | Starr                     | 2:48  | Anthology 2 |
| 06     | Can’t Buy Me Love              | Lennon/McCartney                  | McCartney                 | 2:10  | Anthology 1 |
| 07     | Mr. Moonlight                  | Lennon/McCartney                  | Lennon                    | 2:47  | Anthology 1 |
| 08     | Kansas City / Hey-Hey-Hey-Hey! | Lennon/McCartney                  | McCartney                 | 2:46  | Anthology 1 |
| 09     | Eight Day’s a Week             | Lennon/McCartney                  | Lennon/McCartney          | 2:47  | Anthology 1 |
| 10     | I’m Looking Through You        | Lennon/McCartney                  | McCartney                 | 2:53  | Anthology 2 |
| 11     | Yesterday                      | Lennon/McCartney                  | McCartney                 | 2:34  | Anthology 2 |
| 12     | Tomorrow Never Knows           | Lennon/McCartney                  | Lennon                    | 3:14  | Anthology 2 |
| 13     | Strawberry Fields Forever      | Lennon/McCartney                  | Lennon                    | 2:34  | Anthology 2 |
| 14     | Across the Universe            | Lennon/McCartney                  | Lennon                    | 3:30  | Anthology 2 |
| 15     | Something                      | Harrison                          | Harrison                  | 3:18  | Anthology 3 |
| 16     | Not Guilty                     | Harrison                          | Harrison                  | 3:22  | Anthology 3 |
| 17     | Octopus’s Garden               | Starr                             | Starr                     | 2:49  | Anthology 3 |
| 18     | All Things Must Pass           | Harrison                          | Harrison                  | 3:04  | Anthology 3 |
| 19     | Come and Get It                | McCartney                         | McCartney                 | 2:30  | Anthology 3 |
| 20     | Good Night                     | Lennon/McCartney                  | Starr                     | 2:38  | Anthology 3 |
| 21     | While My Guitar Gently Weeps   | Harrison                          | Harrison                  | 3:27  | Anthology 3 |
| 22     | The Long and Winding Road      | Lennon/McCartney                  | McCartney                 | 3:41  | Anthology 3 |
| 23     | Real Love                      | Lennon                            | Lennon/McCartney          | 3:54  | Anthology 2 |